# Тинсман (Арканзас)
Тинсман (англ. Tinsman, Arkansas) — город, расположенный в округе Калхун (штат Арканзас, США) с населением в 75 человек по статистическим данным переписи 2000 года.

## География
По данным Бюро переписи населения США город Тинсман имеет общую площадь в 1,29 квадратных километров, водных ресурсов в черте населённого пункта не имеется.
Город Тинсман расположен на высоте 54 метра над уровнем моря.

## Демография
По данным переписи населения 2000 года в Тинсмане проживало 75 человек, 20 семей, насчитывалось 31 домашнее хозяйство и 49 жилых домов. Средняя плотность населения составляла около 53,6 человек на один квадратный километр. Расовый состав Тинсмана по данным переписи распределился следующим образом: 93,33 % белых, 6,67 % — чёрных или афроамериканцев.
Из 31 домашних хозяйств в 22,6 % — воспитывали детей в возрасте до 18 лет, 51,6 % представляли собой совместно проживающие супружеские пары, в 12,9 % семей женщины проживали без мужей, 32,3 % не имели семей. 29,0 % от общего числа семей на момент переписи жили самостоятельно, при этом 22,6 % составили одинокие пожилые люди в возрасте 65 лет и старше. Средний размер домашнего хозяйства составил 2,42 человек, а средний размер семьи — 3,00 человек.
Население города по возрастному диапазону по данным переписи 2000 года распределилось следующим образом: 24,0 % — жители младше 18 лет, 6,7 % — между 18 и 24 годами, 21,3 % — от 25 до 44 лет, 18,7 % — от 45 до 64 лет и 29,3 % — в возрасте 65 лет и старше. Средний возраст жителей составил 42 года. На каждые 100 женщин в Тинсмане приходилось 70,5 мужчин, при этом на каждые сто женщин 18 лет и старше приходилось 78,1 мужчин также старше 18 лет.
Средний доход на одно домашнее хозяйство в городе составил 24 107 долларов США, а средний доход на одну семью — 24 643 доллара. При этом мужчины имели средний доход в 23 750 долларов США в год против 23 750 долларов среднегодового дохода у женщин. Доход на душу населения в городе составил 9302 доллара в год. Все семьи Тинсман имели доход, превышающий уровень бедности, 32,1 % от всей численности населения находилось на момент переписи населения за чертой бедности, при этом из них были моложе 18 лет и — в возрасте 65 лет и старше.